# برج کلاه‌فرنگی شوشتر
برج کلاه فرنگی شوشتر مربوط به دوره ساسانیان است و در شوشتر، میدان ۱۷ شهریور، انتهای خیابان بلوار واقع شده و این اثر در تاریخ ۲۵ اسفند ۱۳۷۸ با شمارهٔ ثبت ۲۶۱۱ به‌عنوان یکی از آثار ملی ایران به ثبت رسیده است.

## ثبت در میراث جهانی یونسکو
این برج به همراه ۱۵ اثر تاریخی دیگر شوشتر در نشست سالانه کمیته میراث جهانی یونسکو در ۲۶ ژوئن ۲۰۰۹ (۵ تیرماه ۱۳۸۸) در شهر سویل اسپانیا، با احراز معیارهای ۱، ۲ و ۵ با عنوان نظام آبی تاریخی شوشتر به عنوان دهمین اثر ایران در فهرست میراث جهانی یونسکو با شماره ۱۳۱۵ به ثبت رسید.پرونده نظام آبی تاریخی شوشتر در یونسکو

## معماری
کلاه فرنگی شوشتر کلاه فرنگی بقایای برج ۸ ضلعی در کنار رود شطیط است که بر فراز تپه کوتاهی مشرف به بند میزان ساخته شده‌است. مردم شوشتر این بنا را کلاه فرنگی می‌نامند که بر این باورند جای دیده‌بانی بر پهنه رودخانه و نظارت بر کار کارگران بوده‌است، بنا به نظریه دیگری از این برج بر مقدار و شدت جریان رودخانه نظارت می‌شده‌است.

## نگارخانه

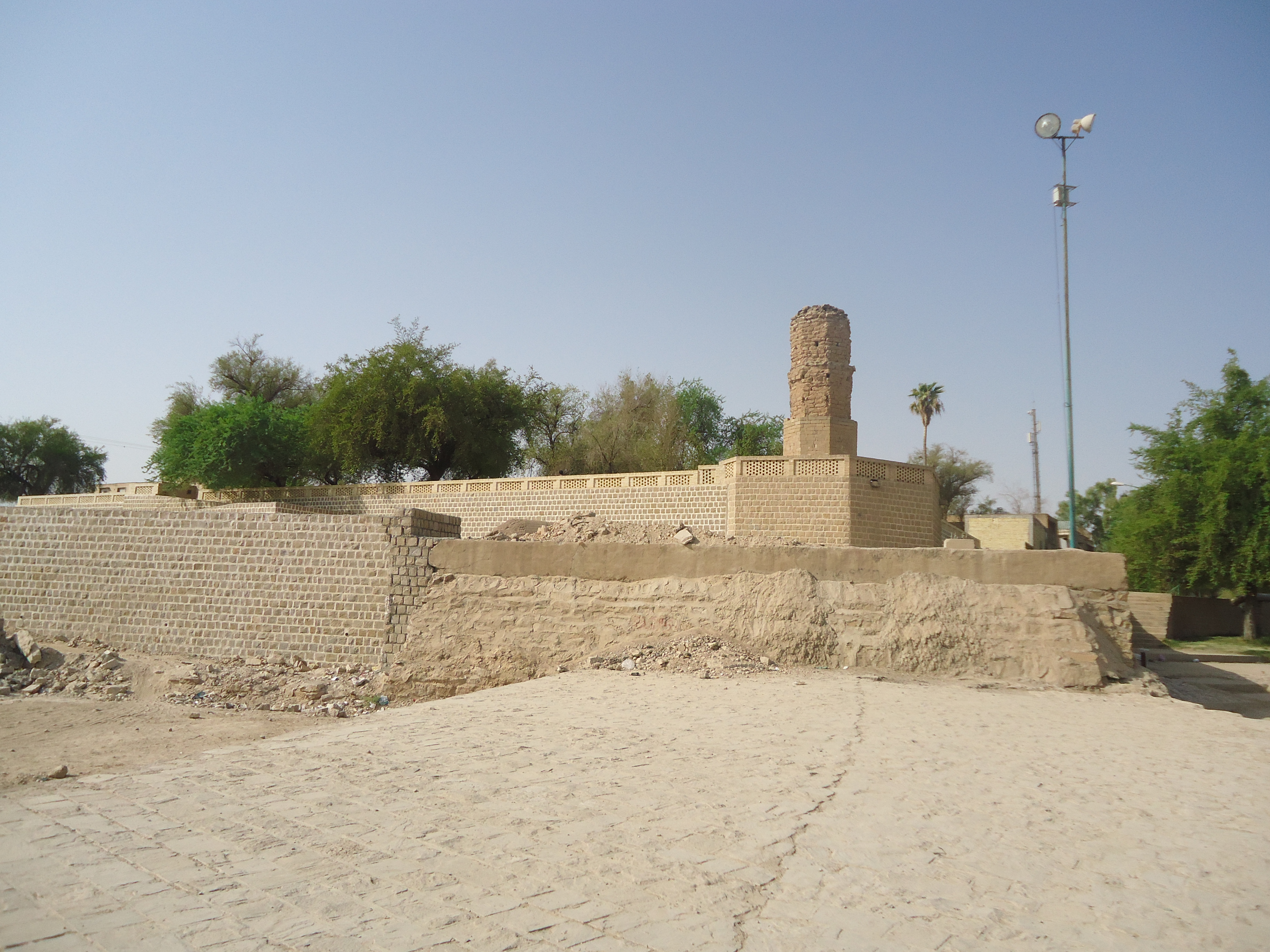
دورنمای برج